# Динамо-машина

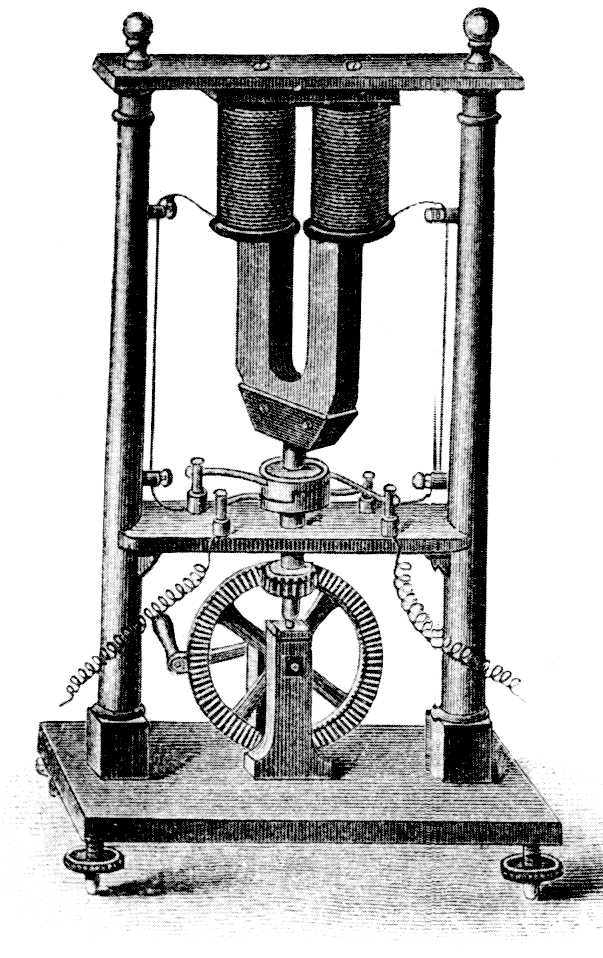
Динамо Ипполита Пикси. Коллектор располагался на валу ниже магнита.

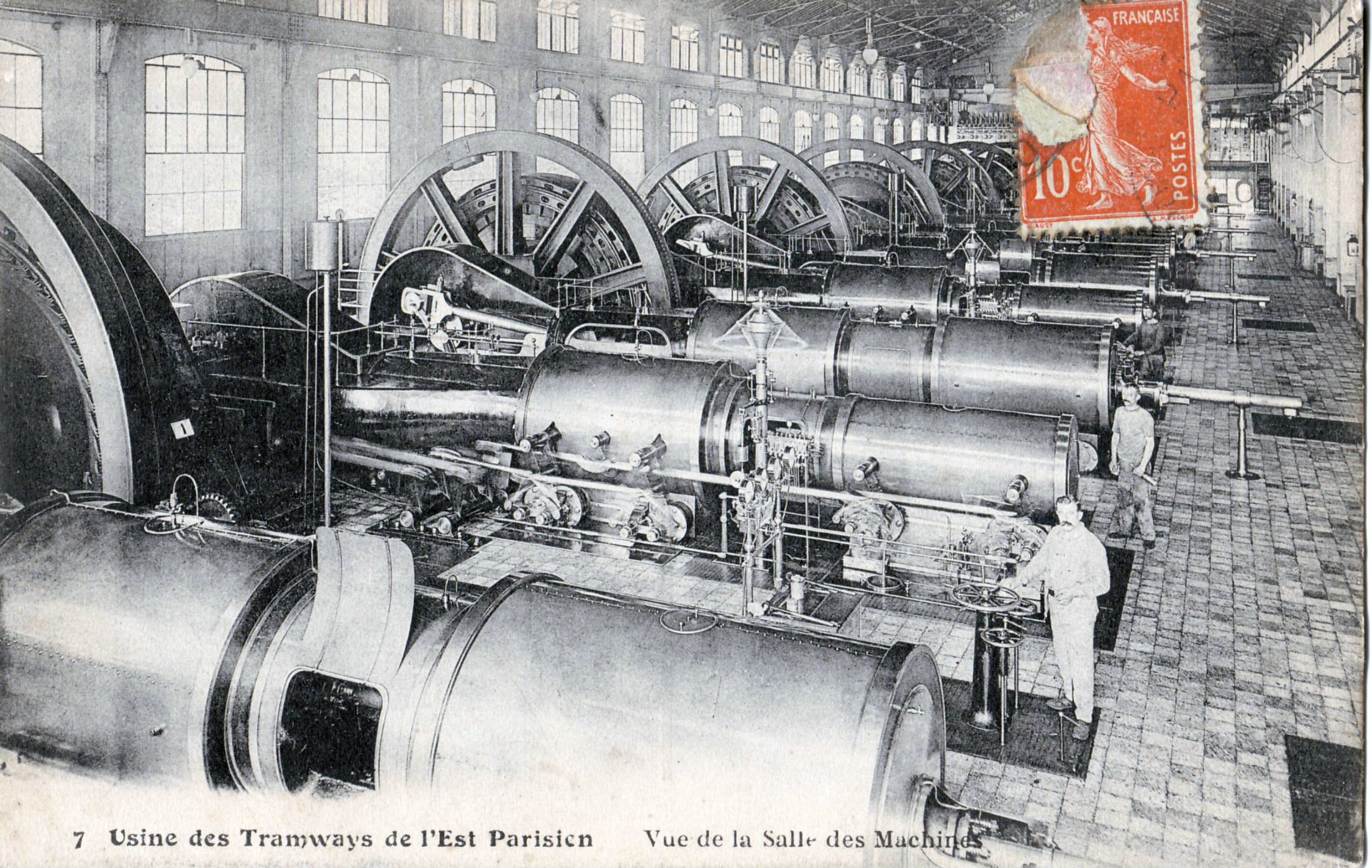
Паровые машины приводят во вращение динамо-машины.

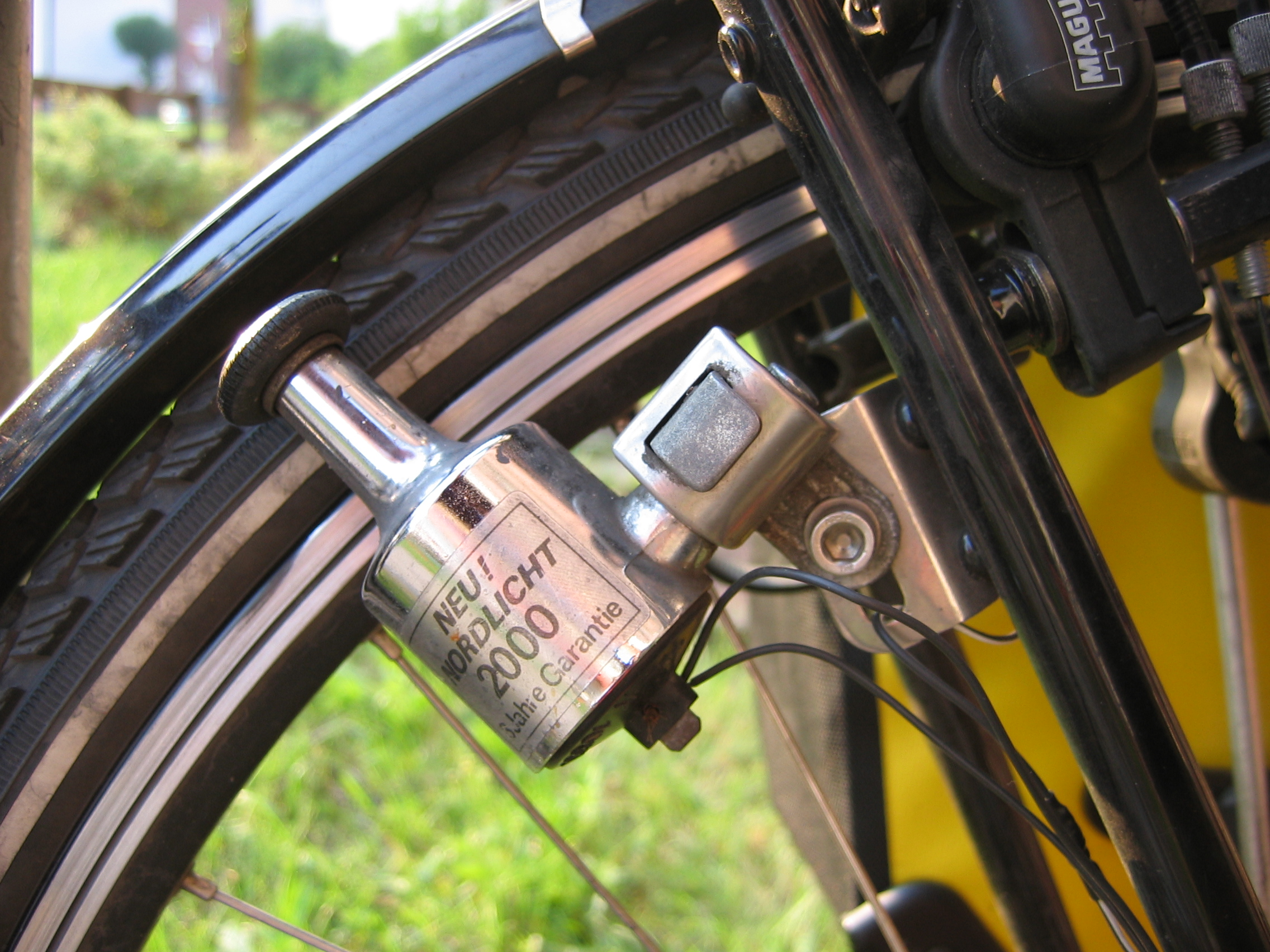
Велосипедное динамо.

Дина́мо-маши́на, или просто дина́мо — устаревшее название генератора постоянного тока.
Динамо-машина была первым электрическим генератором, который стал применяться в промышленности. В дальнейшем её вытеснили генераторы переменного тока, так как переменный ток поддаётся трансформированию.
В наше время термин динамо используется в основном для обозначения небольшого велосипедного или туристического генератора, питающего велосипедную фару, а также небольшого генератора, встроенного в электрические фонарики — т. н. электродинамические, или самозарядные фонари, способные работать автономно без батареек или аккумуляторов и не нуждающиеся в подзарядке от стационарной электросети 220 В или в смене элементов питания и способные работать неограниченно долгое время в полевых условиях. Иногда ошибочно динамо-машиной называют ручной генератор переменного тока в индикаторе радиоактивности ДП-62, предназначенного для тяжёлых условий эксплуатации при отсутствии химических элементов питания. Некоторые советские ручные электрические фонари также оснащались не динамо-машинами, а маломощными генераторами переменного тока.
В современное время динамо также используется в некоторых видах тренажёров серии для неоновой подсветки и также в гироскопических тренажёрах для кистей рук.

## Описание
Динамо-машина состоит из катушки с проводом, вращающейся в магнитном поле, создаваемом статором, или наоборот: вращается магнит, а катушка неподвижна. Энергия вращения согласно закону Фарадея преобразуется в переменный ток, но поскольку в XIX веке не умели практически использовать переменный ток, использовали щёточно-коллекторный узел для того, чтобы инвертировать изменяющуюся полярность (получить постоянный ток на выходе). В результате получался пульсирующий ток постоянной полярности.

## История
Первая динамо-машина была изобретена Аньошем Йедликом в 1827 году. Он сформулировал концепцию динамо на шесть лет раньше, чем она была озвучена Сименсом, но не запатентовал её.